# Giro del Trentino 2016
Der 40. Giro del Trentino 2016 war ein italienisches Straßenradrennen. Das Etappenrennen wurde in der norditalienischen Region Trentino/Südtirol in den Alpen ausgetragen. Einen Etappenstart und ein Etappenziel war im Bundesland Tirol in Österreich. Es fand vom 19. bis zum 22. April 2016 statt. Zudem gehörte es zur UCI Europe Tour 2016 und war dort in der Kategorie 2.HC eingestuft worden.

## Teilnehmende Mannschaften
| WorldTeams (3)- AG2R La Mondiale - Astana - Sky Professional Continental Teams (8)- Androni Giocattoli-Sidermec - Bardiani CSF - Bora-Argon 18 - Caja Rural-Seguros RGA - Drapac - Gazprom-RusVelo - Nippo-Vini Fantini - Southeast-Venezuela Continental Teams (5)- Amore & Vita-Selle SMP - D'Amico Bottecchia - Norda-MG.Kvis - Skydive Dubai-Al Ahli Club - Tirol Nationalmannschaften (2)- Brasilien - Italien |
| |

## Etappen
| Etappe    | Datum    | Etappenorte                   | type                 | Länge (km) | Etappensieger | Gesamtführender |
| --------- | -------- | ----------------------------- | -------------------- | ---------- | ------------- | --------------- |
| 1. Etappe | 19. Apr. | Riva del Garda – Nago-Torbole | Teamzeitfahren       | 12,1       | Astana        | Valerio Agnoli  |
| 2. Etappe | 20. Apr. | Arco (Trentino) – Anras       | Mittelschwere Etappe | 220,3      | Mikel Landa   | Mikel Landa     |
| 3. Etappe | 21. Apr. | Sillian – Mezzolombardo       | Hochgebirgsetappe    | 204,6      | Tanel Kangert | Mikel Landa     |
| 4. Etappe | 22. Apr. | Malé – Cles                   | Hochgebirgsetappe    | 161,1      | Tanel Kangert | Mikel Landa     |

## Wertungstrikots
| Etappe         | Etappensieger   | Gesamtwertung  | Bergwertung    | Nachwuchswertung | Sprintwertung    | Teamwertung      |
| -------------- | --------------- | -------------- | -------------- | ---------------- | ---------------- | ---------------- |
| 1              | Astana Pro Team | Valerio Agnoli | nicht vergeben | Gianni Moscon    | nicht vergeben   | Astana Pro Team  |
| 2              | Mikel Landa     | Mikel Landa    | Mikel Landa    | Giulio Ciccone   | Nicola Gaffurini | AG2R La Mondiale |
| 3              | Tanel Kangert   | Mikel Landa    | Mikel Landa    | Egan Bernal      | Antonio Molina   | AG2R La Mondiale |
| 4              | Tanel Kangert   | Mikel Landa    | Mikel Landa    | Egan Bernal      | Antonio Molina   | AG2R La Mondiale |
| Wertungssieger | Wertungssieger  | Mikel Landa    | Mikel Landa    | Egan Bernal      | Antonio Molina   | AG2R La Mondiale |